# Domenico Criscito
 (novembre 2022).
Domenico Criscito, né le 30 décembre 1986 à Cercola (Italie), est un footballeur international italien jouant au poste de défenseur central ou de milieu latéral gauche.

## Biographie

### Parcours en club
Criscito se fait rapidement repérer dans les équipes de jeunes du Genoa, équipe avec laquelle il débute en Serie B à seulement seize ans, en juin 2003. En 2004-2005, il passe à la Juventus, en copropriété, et se met en évidence avec l'équipe Primavera, jusqu'à glaner une convocation en équipe première lors d'un match de Ligue des champions. En 2006-2007, la copropriété du joueur est renouvelée et il se voit prêté au Genoa, cette fois ci en équipe première.
Sa préparation impressionne l'entraîneur Gian Piero Gasperini, qui le place dans l'équipe comme titulaire; ses prestations lui valent ses premières sélections en équipe d'Italie espoirs. Criscito est rappelé par la Juventus durant le mercato de janvier 2007, mais reste jusqu'à la fin du championnat de Série B avec le Genoa. En juin 2007, Criscito prend part avec les espoirs italiens au championnat d'Europe espoirs qui se déroule aux Pays-Bas.
Après un début de saison 2007-2008 assez décevant avec la Juventus, les dirigeants bianconeri décident de l'envoyer jouer à Genoa la deuxième partie de saison. Le Genoa rachète définitivement le joueur qui constitue une valeur sûre des jeunes talents italiens.
En 2011, le latéral gauche signe un contrat de cinq ans avec le Zénith Saint-Pétersbourg, pour un transfert s'élevant à 15 millions d'euros.
Après avoir refusé de prolonger son contrat avec le Zénith, où il venait de passer sept ans, Domenico Criscito retourne dans son club formateur à partir de la saison 2018-2019, et en devient le capitaine. Le 14 août 2018, il échappe de peu à l'effondrement du pont Morandi qu'il venait d'emprunter avant qu'il ne s'écroule.
Le 29 juin 2022, en fin de contrat au Genoa CFC, il s'engage pour un an au Toronto FC, franchise canadienne de Major League Soccer,. Seulement quelques mois après son arrivée à Toronto, Criscito annonce la fin de sa carrière sportive le 15 novembre 2022.
Il revient cependant sur sa décision le 27 décembre 2022 en s'engageant de nouveau au Genoa CFC, récemment relégué en Serie B. Il joue finalement le dernier match de sa carrière le 19 mai 2023 dans une victoire 4-3 à domicile face au SSC Bari et célèbre le retour du club en Serie A en inscrivant le but vainqueur sur pénalty dans le temps additionnel de la deuxième période.

### Parcours en sélection
Après une très belle saison 2009-2010 au Genoa, Marcello Lippi l'appelle pour faire partie des 23 italiens à la Coupe du monde 2010. 
Mis en examen le 28 mai 2012 dans le cadre d'une affaire de matchs truqués, il est exclu ledit jour de la sélection italienne et ne peut donc pas disputer le Championnat d'Europe de football 2012.

## Statistiques
| Saison                | Club                     | Championnat           | Championnat | Championnat | Coupe(s) nationale(s) | Coupe(s) nationale(s) | Supercoupe | Supercoupe | Compétition(s) continentale(s) | Compétition(s) continentale(s) | Compétition(s) continentale(s) | Italie | Italie | Total | Total |
| Saison                | Club                     | Division              | M.          | B.          | M.                    | B.                    | M.         | B.         | Comp.                          | M.                             | B.                             | M.     | B.     | M.    | B.    |
| 2002-2003             | Genoa CFC                | Serie B               | 1           | 0           | 0                     | 0                     | -          | -          | -                              | -                              | -                              | -      | -      | 1     | 0     |
| 2003-2004             | Genoa CFC                | Serie B               | 0           | 0           | 0                     | 0                     | -          | -          | -                              | -                              | -                              | -      | -      | 0     | 0     |
| Sous-total            | Sous-total               | Sous-total            | 1           | 0           | 0                     | 0                     | -          | -          | -                              | -                              | -                              | -      | -      | 1     | 0     |
| 2004-2005             | Juventus FC              | Serie A               | 0           | 0           | 0                     | 0                     | -          | -          | C1                             | 0                              | 0                              | -      | -      | 0     | 0     |
| 2005-2006             | Juventus FC              | Serie A               | 0           | 0           | 0                     | 0                     | -          | -          | C1                             | 0                              | 0                              | -      | -      | 0     | 0     |
| 2007-2008             | Juventus FC              | Serie A               | 8           | 0           | 1                     | 0                     | -          | -          | -                              | -                              | -                              | -      | -      | 9     | 0     |
| Sous-total            | Sous-total               | Sous-total            | 8           | 0           | 1                     | 0                     | -          | -          | -                              | 0                              | 0                              | 0      | 0      | 9     | 0     |
| 2006-2007             | Genoa CFC (prêt)         | Serie B               | 36          | 4           | 3                     | 0                     | -          | -          | -                              | -                              | -                              | -      | -      | 39    | 4     |
| 2007-2008             | Genoa CFC (prêt)         | Serie A               | 16          | 0           | 0                     | 0                     | -          | -          | -                              | -                              | -                              | -      | -      | 16    | 0     |
| 2008-2009             | Genoa CFC (prêt)         | Serie A               | 35          | 3           | 2                     | 0                     | -          | -          | -                              | -                              | -                              | -      | -      | 37    | 3     |
| 2009-2010             | Genoa CFC                | Serie A               | 29          | 2           | 0                     | 0                     | -          | -          | C3                             | 6                              | 1                              | 10     | 0      | 45    | 3     |
| 2010-2011             | Genoa CFC                | Serie A               | 36          | 0           | 1                     | 0                     | -          | -          | -                              | -                              | -                              | 5      | 0      | 42    | 0     |
| Sous-total            | Sous-total               | Sous-total            | 152         | 9           | 6                     | 0                     | -          | -          | -                              | 6                              | 1                              | 15     | 0      | 179   | 10    |
| 2011-2012             | Zénith Saint-Pétersbourg | Premier-Liga          | 24          | 1           | 1                     | 0                     | -          | -          | C1                             | 7                              | 0                              | 4      | 0      | 36    | 1     |
| 2012-2013             | Zénith Saint-Pétersbourg | Premier-Liga          | 12          | 2           | 2                     | 1                     | 1          | 0          | C1+C3                          | 3+1                            | 0+0                            | 1      | 0      | 20    | 3     |
| 2013-2014             | Zénith Saint-Pétersbourg | Premier-Liga          | 18          | 1           | 1                     | 0                     | -          | -          | C1                             | 7                              | 0                              | 2      | 0      | 28    | 1     |
| 2014-2015             | Zénith Saint-Pétersbourg | Premier-Liga          | 25          | 2           | 1                     | 0                     | -          | -          | C1+C3                          | 10+4                           | 0+1                            | -      | -      | 40    | 3     |
| 2015-2016             | Zénith Saint-Pétersbourg | Premier-Liga          | 23          | 1           | 5                     | 0                     | 1          | 0          | C1                             | 6                              | 0                              | -      | -      | 35    | 1     |
| 2016-2017             | Zénith Saint-Pétersbourg | Premier-Liga          | 25          | 4           | 0                     | 0                     | 1          | 0          | C3                             | 7                              | 1                              | -      | -      | 33    | 5     |
| 2017-2018             | Zénith Saint-Pétersbourg | Premier-Liga          | 28          | 4           | 0                     | 0                     | -          | -          | C3                             | 12                             | 2                              | 2      | 0      | 42    | 6     |
| Sous-total            | Sous-total               | Sous-total            | 155         | 15          | 9                     | 1                     | 3          | 0          | -                              | 57                             | 4                              | 9      | 0      | 233   | 20    |
| 2018-2019             | Genoa CFC                | Serie A               | 35          | 2           | 1                     | 0                     | -          | -          | -                              | -                              | -                              | 2      | 0      | 38    | 2     |
| 2019-2020             | Genoa CFC                | Serie A               | 26          | 8           | 2                     | 2                     | -          | -          | -                              | -                              | -                              | -      | -      | 28    | 10    |
| 2020-2021             | Genoa CFC                | Serie A               | 23          | 1           | 1                     | 0                     | -          | -          | -                              | -                              | -                              | -      | -      | 24    | 1     |
| 2021-2022             | Genoa CFC                | Serie A               | 20          | 6           | 1                     | 1                     | -          | -          | -                              | -                              | -                              | -      | -      | 21    | 7     |
| Sous-total            | Sous-total               | Sous-total            | 104         | 17          | 5                     | 3                     | -          | -          | -                              | 0                              | 0                              | 2      | 0      | 111   | 20    |
| 2022                  | Toronto FC               | MLS                   | 15          | 1           | 1                     | 0                     | -          | -          | -                              | -                              | -                              | -      | -      | 16    | 1     |
| 2022-2023             | Genoa CFC                | Serie B               | 16          | 1           | 1                     | 0                     | -          | -          | -                              | -                              | -                              | -      | -      | 17    | 1     |
| Total sur la carrière | Total sur la carrière    | Total sur la carrière | 438         | 42          | 22                    | 4                     | 3          | 0          | -                              | 63                             | 5                              | 26     | 0      | 552   | 51    |

## Palmarès
Criscito remporte le championnat de Russie à deux reprises avec le Zénith Saint-Pétersbourg en 2012 et 2015. Il y remporte également la Coupe de Russie en 2016 et la Supercoupe de Russie en 2015 et 2016. Pour la dernière saison de sa carrière en 2022-2023, il est vice-champion de deuxième division italienne.